# San Francisco Chapulapa
San Francisco Chapulapa är en ort i Mexiko.   Den ligger i kommunen San Francisco Chapulapa och delstaten Oaxaca, i den sydöstra delen av landet, 300 km sydost om huvudstaden Mexico City. San Francisco Chapulapa ligger 1 399 meter över havet och antalet invånare är 292.
Terrängen runt San Francisco Chapulapa är bergig åt nordväst, men åt sydost är den kuperad. Runt San Francisco Chapulapa är det ganska glesbefolkat, med 35 invånare per kvadratkilometer. Närmaste större samhälle är San Bartolomé Ayautla, 13,4 km nordost om San Francisco Chapulapa. I omgivningarna runt San Francisco Chapulapa växer i huvudsak blandskog.